# Ligny-le-Ribault

Ligny-le-Ribault este o comună în departamentul Loiret din centrul Franței. În 1 ianuarie 2022 avea o populație de 1.255 de locuitori.